# Södertälje stadsförsamling
Södertälje stadsförsamling var en församling i Strängnäs stift i nuvarande Södertälje kommun i Stockholms län. Församlingen uppgick (namnändrades) 1946 i Södertälje församling. 

## Administrativ historik
Församlingen har medeltida ursprung och var till 1946 moderförsamling i pastoratet Södertälje stadsförsamling, Södertälje landsförsamling och Tveta. Församlingen uppgick 1946 i Södertälje församling.

## Kyrkor
- Som församlingskyrka användes Sankta Ragnhilds kyrka gemensamt med landsförsamlingen

## Organister
Lista över organister.
| Verksam   | Namn                     | Levnadstid | Övrigt               |
| --------- | ------------------------ | ---------- | -------------------- |
| 1650      | Caspar Schöttler         | -1693      | Organist             |
| 1672      | Valentin                 | -före 1677 | Organist             |
| 1690      | Håkan Memming            |            | Rådman och organist. |
| 1704-1745 | Adolph Krook             | -ca 1755   | Organist             |
| 1747-1758 | Johan Sandelius          |            | Organist             |
| 1759-1763 | Axel Hörner              |            | Organist             |
| 1764-1765 | Jan Moberg               |            | Organist             |
| 1766-1768 | Anders Sjöberg (Sörberg) |            | Organist             |
| 1770-1775 | Carl Sjöberg             |            | Organist             |
| 1844-1845 | Carl Frans Blom          | 1820-1865  | Organist.            |